# Fransenmotten
Die Fransenmotten (Momphidae) sind eine Familie der Schmetterlinge (Lepidoptera).

## Merkmale
Die Falter erreichen eine Flügelspannweite von 7 bis 22 Millimeter. Der Kopf ist mit dicht anliegenden Schuppen bedeckt. Das Fühlerbasisglied (Scapus) hat einen beborsteten Kamm. Die Augen sind mittelgroß, Ocellen fehlen. Die Labialpalpen sind ziemlich lang und nach oben gebogen. Sie haben vorn keine Schuppenbüschel. Das dritte Segment ist kürzer als das zweite. Die Vorderflügel sind schmal lanzettlich bis lanzettlich und sind normalerweise mit Büscheln abstehender Schuppen versehen. Es sind drei Medianadern angelegt, M1 ist manchmal mit R4+5 gestielt. Die Hinterflügel sind schmal lanzettlich oder lanzettlich linear. Die Ader M1 ist mit Ader M2 gestielt oder separiert. Das mittlere Spornpaar der Tibien der Hinterbeine befindet sich in der Mitte oder etwas dahinter. Die Abdominaltergite II bis VII sind mit speziellen lanzettlichen Schuppen versehen, die tief verwurzelt und seitlich in zwei großen rundlichen Gruppen angeordnet sind. Die längs verlaufenden Sklerotisierungen des zweiten Tergits sind kurz.
Bei den Männchen ist der Uncus lang und schmal und mit dem gut entwickelten dreieckigen Tegumen verbunden. Der Gnathos ist zu einer etwas rauen oder membranösen Knolle reduziert. Er liegt etwas nach vorn verschoben und ist mit dem anterodorsalen Fortsatz der Valven verbunden. Das Vinculum ist schmal. Der Saccus ist kurz und hat in der Mitte keinen ausgeprägten Überstand. Die Valven sind symmetrisch und in einen feinen blütenblattähnlichen dorsalen Lobus (Cucullus) und einen stark sklerotisierten ventralen Lobus (Sacculus) mit deutlichem apikalem Überstand geteilt. Zwei mittelgroße fingerförmige, behaarte Anellus-Lappen (Valvellae) befinden sich lateroventral am apikalen Teil des Aedeagus. Der Aedeagus ist deutlich kürzer als die Valven. Er ist glatt, nicht sklerotisiert und mit Gruppen von Cornuti versehen.
Bei den Weibchen ist der Ovipositor mittelgroß oder eher kurz. Der Ductus seminalis verschmilzt im mittleren Teil des breiten und mehr oder weniger sklerotisierten Ductus bursae. Die Bursa copulatrix ist mittelgroß oder klein. Sie ist oval und mit einem Paar charakteristischer sichelförmiger Signa versehen.
Die Raupen sind ziemlich kurz und dick. Sie sind spindelförmig und bewegen sich nur langsam. Sie sind farblos und verfärben sich vor der Verpuppung rosa. Sekundärborsten sind nicht angelegt.
Die Puppen sind mäßig sklerotisiert. Die Labialpalpen und die Femura der Vorderbeine sind sichtbar. Die Segmente vier bis sechs des Abdomens sind beweglich. Der Kremaster ist unpaarig und hakenförmig. Der Kokon ist spindelförmig und doppelwandig.

## Verbreitung
Der Verbreitungsschwerpunkt der Familie befindet sich in Nord- und Südamerika. In der Paläarktis sind etwa 30 Arten beheimatet. Aus der Afrotropis und der Indo-Australischen Region sind nur wenige Arten bekannt. In Europa sind 20 Arten beheimatet.

## Biologie
Die Arten der Familie besiedeln Wälder, wo sie häufig an Waldrändern, auf Lichtungen und an Straßenrändern angetroffen werden können. Die Raupen minieren in Blättern, Stängeln, Wurzeln oder Samenkapseln. Einige Arten rufen Pflanzengallen hervor oder leben zwischen zusammengesponnenen Blättern oder Blüten. Die meisten Arten, bei denen die Biologie bekannt ist, leben an Nachtkerzengewächsen (Onagraceae). Die Raupen haben sich auf bestimmte Wirtspflanzen und sogar auf bestimmte Pflanzenteile spezialisiert, sodass die Kenntnis des Raupenhabitats eine wichtige Hilfe bei der Artbestimmung ist. Tagsüber ruhen die Falter auf den Blättern ihrer Wirtspflanzen. Der gesamte Körper wird dabei an den Untergrund gedrückt. Sie fliegen häufig bei trübem Wetter oder vor dem Sonnenuntergang. Besonders aktiv sind sie früh am Morgen. Die meisten Arten überwintern in der Streuschicht, in der Rinde alter Bäume und in anderen Verstecken. Manchmal können sie auch im Winter angetroffen werden.

## Systematik
Die äußeren morphologischen Merkmale und die der Genitalarmatur sind innerhalb der Fransenmotten, zumindest bei den paläarktischen Arten, ziemlich einheitlich. Die meisten Spezies gehören der artenreichen Gattung Mompha  an. Einige Merkmale der Flügeladerung, der Genitalmorphologie und der Lebensweise sprechen für eine Unterteilung der Gattung. Die Fransenmotten sind nahe Verwandte der Blastobasidae und anderen Gruppen, die einen schwach sklerotisierten Aedeagus und einen mehr oder weniger gut entwickelten Sacculus besitzen. Dazu zählen unter anderem die Stathmopodidae und die Faulholzmotten (Oecophoridae).
Die Fransenmotten gliedern sich in 13 Gattungen, von denen zwei auch in Europa vertreten sind. Insgesamt gehören etwa 115 Arten zur Familie.
- Anchimompha Clarke, 1965
- Desertidacna Sinev, 1988
- Gracilosia Sinev, 1989
- Isorrhoa Meyrick, 1913
- Lacciferophaga Zagulyaev, 1959
- Licmocera Walsingham, 1891
- Lienigia Spuler, 1910
- Mompha Hübner, 1825
- Moriloma Busck, 1912
- Urodeta Stainton, 1869
- Patanotis Meyrick, 1913
- Phalaritica Meyrick, 1913
- Synallagma Busck, 1907

## Belege
1. 1 2 3 4 5 6 7  J. C. Koster, S. Yu. Sinev: Momphidae, Batrachedridae, Stathmopodidae, Agonoxenidae, Cosmopterigidae, Chrysopeleiidae. In: P. Huemer, O. Karsholt, L. Lyneborg (Hrsg.): Microlepidoptera of Europe. 1. Auflage. Band 5. Apollo Books, Stenstrup 2003, ISBN 87-88757-66-8, S. 25 (englisch).
2. 1 2  Momphidae bei Fauna Europaea. Abgerufen am 23. März 2012
3. ↑  van Nieukerken et al. (2011): Order Lepidoptera Linnaeus, 1758. In: Zhang, Z.-Q. (Ed.): Animal biodiversity: An outline of higher-level classification and survey of taxonomic richness. Zootaxa 3148: S. 212–221 [url=http://mapress.com/zootaxa/2011/f/zt03148p221.pdf PDF]